# Lustful Sacraments
Lustful Sacraments (с англ. — «Похотливые таинства») ― пятый альбом французского музыканта Джеймса Кента, известного как Perturbator. Пластинка была анонсирована 4 марта 2021 года и выпущена 28 мая того же года. Данный альбом является последним релизом Кента в рамках сотрудничества с лейблом Blood Music. В Lustful Sacraments повествуется о мрачном городе, являющимся воплощением гедонизма, он посвящён вредным привычкам и тому, как человек разрушает сам себя, теряясь в жажде удовольствий.
Работа над альбомом началась сразу после выпуска New Model, предыдущей пластинки музыканта. Но запись затянулась, так как Джеймс постоянно гастролировал. Полноценная разработка началась в 2020 году, во время пандемии COVID-19, во время которой Perturbator смог найти свободное время и приступил к записи. Lustful Sacraments записан в жанре дарксинт, но на звучание оказали влияние такие жанры, как постпанк и EBM, так как автор решил в своих работах использовать новый стиль, сформировавшийся после выхода New Model. На альбом также повлияли творчество различных музыкантов, играющих в жанрах рок и электронная музыка. Перед релизом Джеймс Кент выпустил сингл «Excess» и попросил многих музыкантов создать ремиксы данной композиции. Для оформления обложки Джеймс пригласил своего друга, Матиаса Леонарда. Для двух композиций из Lustful Sacrament также были выпущены видеоклипы, оба были сняты Жаном Симулином.
Альбом получил положительные отзывы от критиков, в основном отмечались обновлённое звучание музыки и зловещая атмосфера. Журналами Kerrang! и Invisible Oranges пластинка была признала одной из лучших мая 2021 года.

## История

### Предпосылки

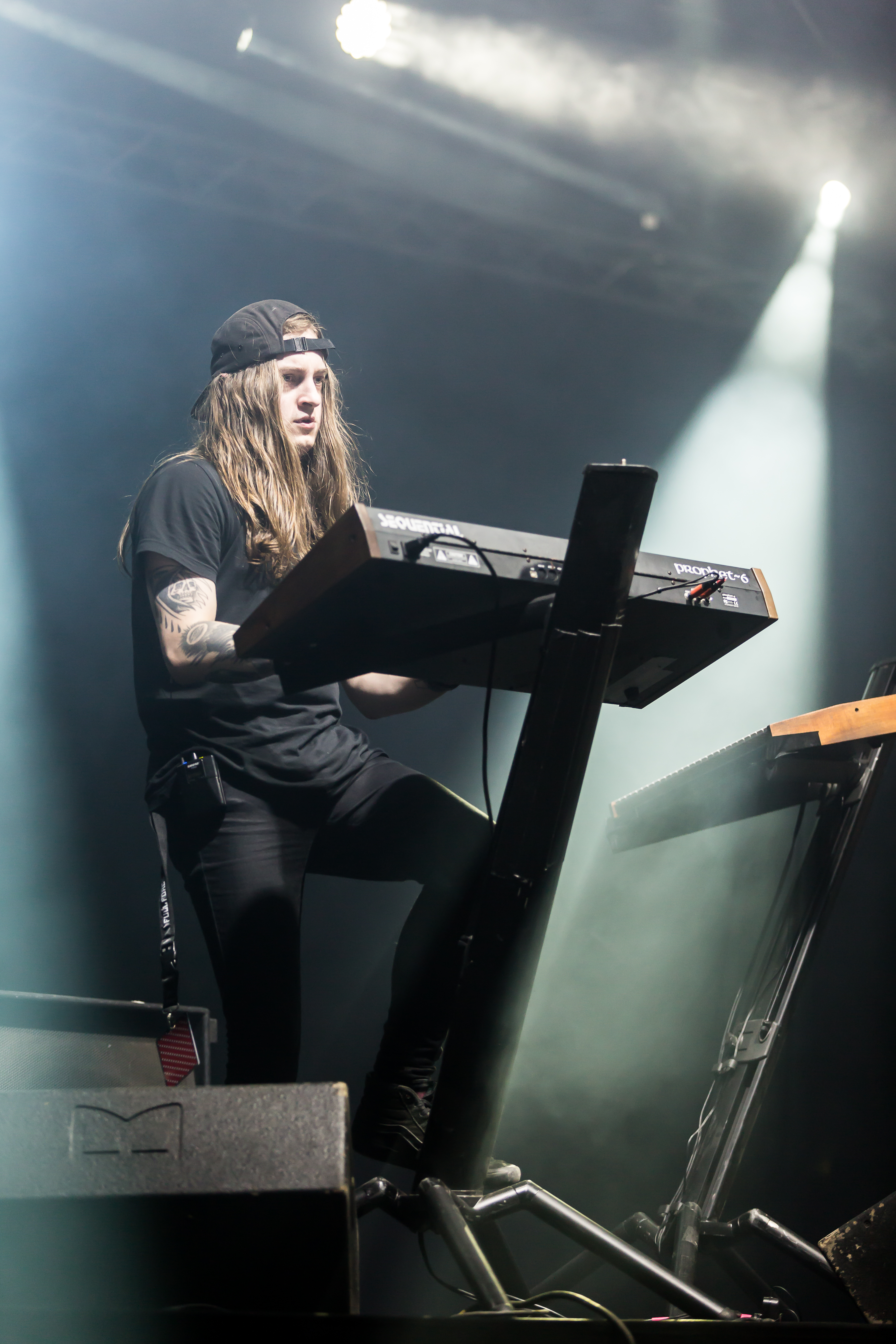
Джеймс Кент в 2019 году

Perturbator является одним из основателей и популяризаторов дарксинта. 6 мая 2016 года был выпущен альбом The Uncanny Valley, который был хорошо принят критиками и некоторыми считается одним из лучших у него. В нём музыкант отточил навыки владения синтезатором.
После выхода мини-альбома New Model в сентябре 2017 года изменилось звучание творчества Джеймса Кента. Он утверждал, что синтвейв как жанр изжил себя, и ему стало скучно работать в этом направлении. Из-за этого музыкант решил продолжать тенденцию изменения и экспериментировать с музыкой, отказавшись от атмосферы синтвейва. Именно поэтому альбом был вдохновлён эстетикой 90-х и другими жанрами музыки. Однако музыкант старался и сохранить тематику своего творчества, и привнести что-то новое из более индустриальной прошлой работы. Также Кент, работая над New Model, научился эффективнее работать с оборудованием, что позволило его музыке выйти на новый уровень.

### Создание альбома

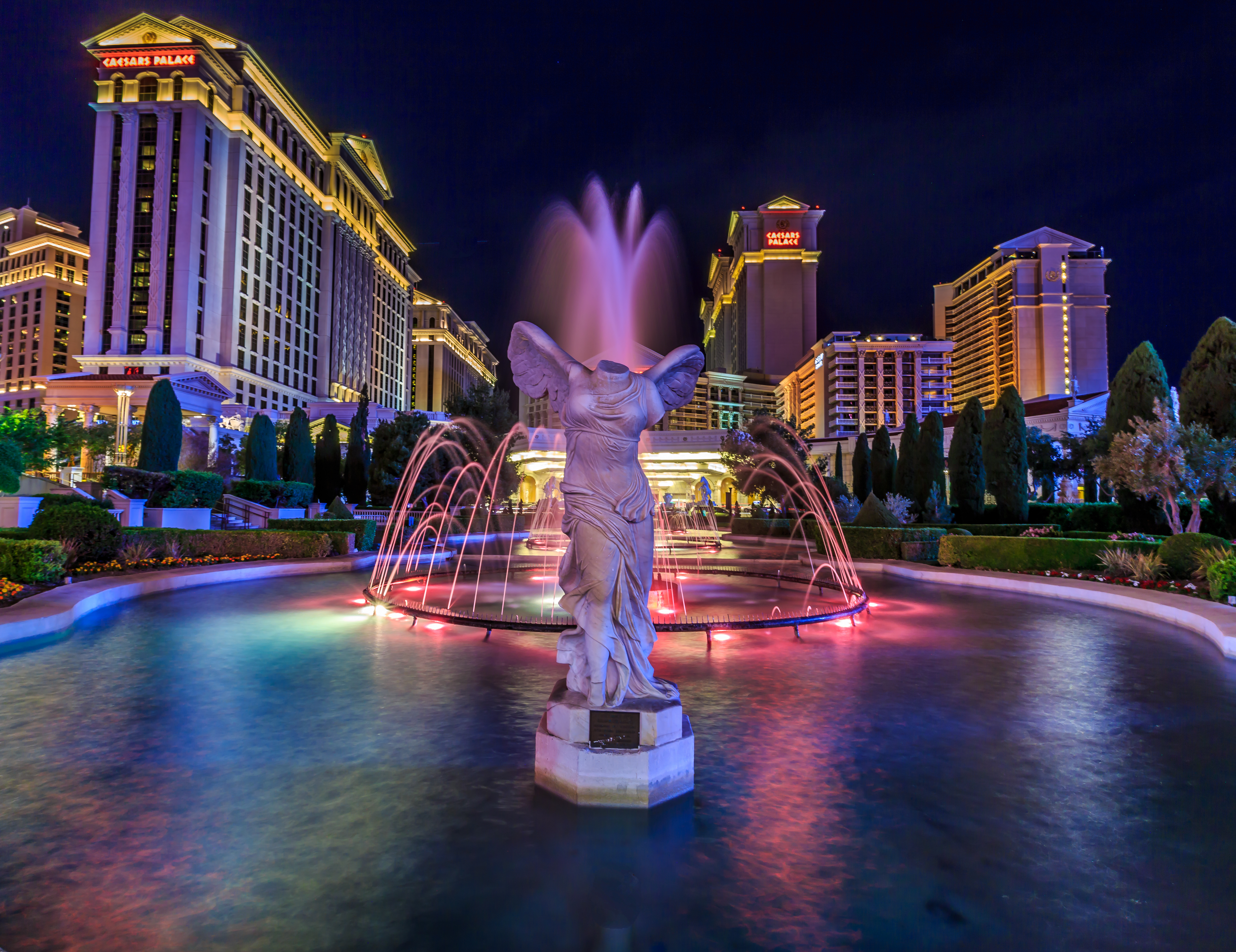
Джеймс Кент вдохновлялся Лас-Вегасом, создавая Lustful Sacraments

Первоначально концепция Lustful Sacraments пришла в голову Джеймсу ещё в 2017 году, практически сразу же после выхода предыдущего альбома. Но разработка велась очень долго, так как Perturbator в 2018 и 2019 годах постоянно гастролировал, из-за чего ему сложно было работать вне дома. Ещё музыкант начал делать большие перерывы между выпусками для того, чтобы найти вдохновение для следующих работ. Разработка полноценно началась после эпидемии COVID-19 в 2020 году. Именно это и позволило музыканту отвлечься от всего и заниматься записью в студии у себя дома. При создании альбома Perturbator попробовал записать песни, использовав в качестве вокалиста самого себя. Однако после многих неудачных попыток музыкант понял, что переоценил свои возможности. Но Perturbator вспомнил о существовании групп, похожих на Joy Division и осознал, что для записи достаточно того, чтобы он просто говорил под музыку, так как это создавало определённую атмосферу. Записывая Lustful Sacraments, автор вдохновлялся произведениями прошлого века. Прообразом города, о котором повествуется в пластинке, послужил Лас-Вегас и город Метрополис из одноимённого фильма Фрица Ланга. Музыкант два раза выступал в Вегасе и был им поражён. Джеймс вдохновлялся нуаром 40-х и 50-х годов и такими фильмами как «С широко закрытыми глазами» и «Калигула». Автор в интервью отметил, что, когда он создаёт альбом, его мысли представляют собой «плавильный котёл», и поэтому он не ограничивал себя определёнными жанрами. Из-за этого на звучание повлияли творчество ряда постпанковых и индастриал-коллективов: Front 242, DAF, Killing Joke (в частности — их одноимённый дебютный лонгплей 1980 года), Floodland от The Sisters of Mercy, Pornography британской группы The Cure. Во время изоляции Кенту удалось записать пластинку всего за несколько месяцев. В интервью Кент признался, что он был рад работать в одиночку, так как в противном случае ему было бы неудобно координировать действия с группой.
Первой песней, созданной для пластинки, является «Excess». Она была выпущена в 2019 году. После Perturbator решил создать что-то необычное, поэтому незадолго до выхода Lustful Sacraments, Perturbator выпустил одноимённый мини-альбом, в котором были собраны каверы «Excess» от различных музыкантов и групп, которых любил Джеймс Кент. В нём принимали участие HEALTH, Pig Destroyer, Author & Punisher, She Past Away, INVSN и OddZoo. Им была предоставлена полная творческая свобода, и они могли перезаписать композицию так, как им хотелось. К примеру, HEALTH полностью изменила песню, переписав вокал и изменив ритм. Результат очень понравился Джеймсу, и он лестно отзывался о проделанной работе. Также перед релизом Lustful Sacraments весной 2021 года было выпущено ещё два сингла: «Death of the Soul» и «Dethroned Under a Funeral Haze».
Данный альбом является последним, выпущенным музыкантом на лейбле Blood Music, но не последним в его карьере. После ухода Джеймс основал собственный лейбл — Music of the Void, где решил опубликовывать свои работы. После выхода Lustful Sacraments было выпущено 20 экземпляров пластинок, сделанных из бесцветного, прозрачного винила с запаянной внутри жидкостью, цветом и консистенцией напоминавшей человеческую кровь. Джеймс Кент после выхода пластинки объявил, что на концертах он будет проигрывать старые композиции. Для песен из Lustful Sacraments он пообещал больше использовать гитары и свет во время представления.

### Иллюстрация
Джеймсу Кенту хотелось создать что-то необычное, непохожее на обложки произведений жанра метал или электронной музыки. Иллюстрацией занимался его друг, Матиас Леонард. Последнему в голову пришла идея сделать картину, где изображались бы странные тени. Джеймс посоветовал также ему использовать сцену оргии из «С широко закрытыми глазами» для вдохновения, так как последний считал, что она была таинственной. По мнению музыканта, Леонард справился со своей работой, поскольку обложка показывала историю, которую хотел рассказать Perturbator.

## Об альбоме

### Концепция
У меня есть эта повторяющаяся тема во всех моих альбомах, которая очень тёмная и по-разному нигилистическая.

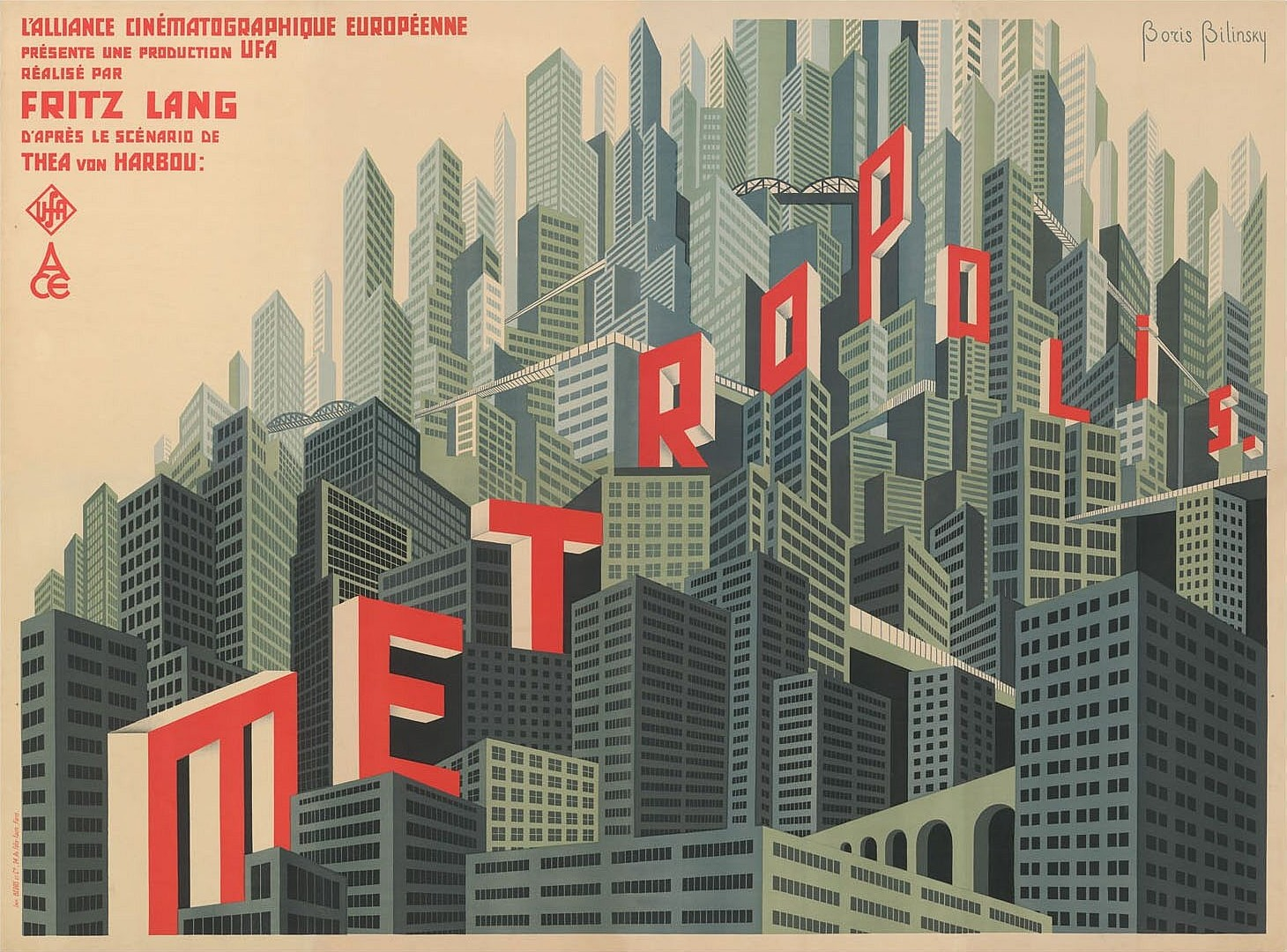
В альбоме повествуется о городе, который был вдохновлён Метрополисом

Как и в предыдущих работах Джеймса Кента, в альбоме поётся про события, происходящие в вымышленном мире. Lustful Sacraments повествует о вымышленном городе под названием Ксанаду, который является воплощением гедонизма. В нём нет законов и запретов, люди постоянно веселятся, а одно из самых популярных там занятий ― злоупотребление наркотиками.
Lustful Sacraments, в отличие от предыдущих, созданных музыкантом, основан не на футуризме и религиозном подтексте, а на реализме, человеческой психологии и культуре. Именно поэтому основная тема, которой посвящена пластинка — это саморазрушение через злобу и наркотическую зависимость. Также альбом поднимет темы стремления к удовольствию. Критиками было отмечено, что в некоторых композициях присутствует самоанализ.

### Музыка
Звучание композиций в альбоме гораздо мрачнее, чем у прошлых работ Кента, из-за смены стиля в них активно используются не только синтезаторы, но и гитары. От предыдущего творчества музыканта Lustful Sacraments отличается ещё и тем, что Джеймс Кент постарался уйти от стилистики 1980-х, поэтому данная пластинка менее ориентирована на данную эпоху, чем его ранние творения. Музыка представляет собой смесь различных жанров музыки популярных как в 1980-х, так и в 1990-х. Наиболее значительное влияние на музыку оказали пост-панк, метал и EBM, а не электроника. Из-за этого сперва звучание напоминает классический синтвейв, но со временем изменяется и превращается в готик-рок. Композиции данной пластинки различаются по стилю и темпу. Композиции, такие, как «Excess» довольно меланхоличны, а другие, наоборот, похожи на зловещую музыку Джона Карпентера. Темп некоторых композиций может меняться, к примеру, «God Says» сперва звучит спокойно, но затем музыка и вокал становятся громче и напряжённее.
В некоторых песнях звучит вокал, как самого Джеймса Кента, так и приглашённых музыкантов. В озвучке приняли Maniac 2121, BELIAL, True Body и Hangman’s Chair. Само пение напоминает обычный разговор, похожим стилем обладали Joy Division и Depeche Mode. Весь вокал звучит приглушённо, критиками было отмечено, что не всегда понятно, когда поёт Джеймс, а когда — приглашённые певцы.

### Список композиций
| №                   | Название                          | Длительность |
| ------------------- | --------------------------------- | ------------ |
| 1.                  | «Reaching Xanadu»                 | 1:58         |
| 2.                  | «Lustful Sacraments»              | 4:15         |
| 3.                  | «Excess»                          | 6:21         |
| 4.                  | «Secret Devotion» (ft. True Body) | 4:57         |
| 5.                  | «Death of the Soul»               | 3:46         |
| 6.                  | «The Other Place»                 | 5:11         |
| 7.                  | «Dethroned Under a Funeral Haze»  | 5:06         |
| 8.                  | «Messalina, Messalina»            | 7:11         |
| 9.                  | «God Says» (ft. Hangman’s Chair)  | 8:04         |
| Общая длительность: | Общая длительность:               | 46:53        |

### Участники записи
- Джеймс Кент ― музыка, гитара, барабаны, вокал[19]
- Матиас Леонард ― обложка
- Джейме Гомез Арельяно ― мастеринг

### Видеоклипы

#### Death of the Soul
5 марта вышел сингл «Death of the Soul» (с англ. — «Душевная смерть»), одна из песен в альбоме. К нему вышел видеоклип на русском языке, режиссёром выступил Жан «Metastasis» Симулин, известный иллюстратор обложек для пластинок. При создании видеоклипа к песне он черпал вдохновения из фильма «Сияние» Стэнли Кубрика. Джеймс Кент в интервью утверждал, что клип очень удачно изобразил мрачную атмосферу композиции.
В клипе к «Death of the Soul» демонстрируется, как шарик для пинбола катится по автомату и вне него по рельсам, проезжая между слов на разных языках, описывающих различные грехи и запрещённые вещества.

#### God Says
15 марта в 2022 году был выпущен от того же режиссёра второй видеоклип к композиции «God Says» (с англ. — «Бог говорит»). При создании клипа Жан Симулин стремился создать «столкновение между Фрицем Лангом, Орсоном Уэллсом, „Бегущим по лезвию“, старым Бэтменом, Диком Трейси и даже Кроликом Роджером». По словам режиссёра, создание видеоклипа заняло полгода и было обработано свыше 38 тысяч кадров. Озвучкой занялась группа Hangman’s Chair после предложения Джеймса Кента. Группа решила таким образом отблагодарить музыканта за то, что он помог им в 2017 году с записью песни «Tired Eyes». По мнению Кента, именно благодаря их вокалу данная композиция — самая мрачная в Lustful Sacraments.
Во втором клипе в чёрно-белой гамме показано, как камера облетает неоготический город Ксанаду, наполненный похотью и развратом.

## Восприятие
| Оценки критиков | Оценки критиков |
| Источник        | Оценка          |
| --------------- | --------------- |
| Angry Metal Guy | [ 29 ]          |
| Boolintunes     | [ 24 ]          |
| Kerrang         | [ 9 ]           |
| Metal Hammer    | [ 30 ]          |

Lustful Sacraments был хорошо воспринят критиками. Многие хвалили музыканта за то, что он не боялся экспериментировать со звучанием. Также был отмечен зловещий дух альбома. Lustful Sacraments попал во многие списки лучших релизов мая 2021 года.
Олли Томас на сайте Kerrang! написал, что данный альбом демонстрирует замену одной ностальгии на другую. Критик назвал Lustful Sacraments самой захватывающей работой Джеймса Кента. На том же сайте занимает 33 место из 50 лучших альбомов 2021 года. Также на Kerrang! альбом помещён в список 12-ти лучших музыкальных релизов мая 2021 года. В журнале Invisible Oranges пластинка получила первое место в списке релизов 2021 года. Критик охарактеризовал альбом, как «кинематографический мир, который переносится в сознание каждого зрителя». Мэд Миллс в журнале Metal Hammer обратил внимание на то, как сильно изменился стиль Джеймса Кента с его первых работ. Критик писал, что музыка в данном Lustful Sacraments больше похожа на пост-панк, чем на синтвейв. Он отметил разнообразие композиций и сказал, что одни песни можно проигрывать на дискотеках на Ивисе, а другие ― на собственной панихиде. Миллс сказал, что альбому суждено стать классикой жанра. Критик на сайте Angry Metal Guy отметил, что альбом может похвастаться разнообразием стилей музыки, используемых в композициях. Он написал, что Lustful Sacraments имеет акцент на готическое настроение. Также он обратил внимание на то, что альбом подходит для прослушивания в машине. Джо Эдвардс в Boolintunes хорошо отозвался о вокале. Критик похвалил пластику, сказав, что альбом кажется более лаконичным и компактным, чем его предыдущие творения. Эдвардс назвал Lustful Sacraments новой эрой для музыканта.
Некоторые критики нашли в альбоме недостатки. Так Свен Латтеманн написал, что музыка может понравиться не с первого раза, а после второго или третьего прослушивания. Карл Фишер отметил, что поклонники синтвейва будут разочарованы, прослушав Lustful Sacraments.